# هنري و
هنري و (بالإنجليزية: Henry O)‏ هو مخرج وممثل الصين (منطقة) وأمريكي، ولد في 27 نوفمبر 1927 في الصين.

## أعمال

### أفلام
- (1987) الإمبراطور الأخير[2][3][4]
- (2000) روميو يجب أن يموت[5]

## وصلات خارجية
- هنري و على موقع IMDb (الإنجليزية)
- هنري و على موقع ألو سيني (الفرنسية)
- هنري و على موقع أول موفي (الإنجليزية)
- هنري و على موقع قاعدة بيانات الأفلام السويدية (السويدية)
- هنري و على موقع قاعدة بيانات الفيلم (الإنجليزية)
- هنري و على موقع كينوبويسك (الروسية)